# Bernhard Vogel (tonsättare)
Adolph Bernhard Vogel, född den 3 december 1847 i Plauen, död den 12 maj 1898 i Leipzig, var en tysk musikskriftställare och komponist.
Vogel blev 1871 musiklärare i Leipzig. Han var medredaktör för Neuen Zeitschrift für Musik och från 1893 musikkritiker i Leipziger Neuesten Nachrichten. Vogel tonsatte bland annat texter av Julius Mosen. Han författade ett antal biografier och avslutade redigeringen av 11:e upplagan av Julius Schuberths musiklexikon (1890 ff., påbörjad av Emil Breslaur).